# 紧束腔菌科
紧束腔菌科（学名：Diademaceae），是格孢菌目的一属真菌。  

## 下级分类
本科包括以下属：
- Clathrospora
- Comoclathris
- 紧束腔菌属 Diadema
- Diademosa
- Graphyllium